# Pierre Esaie Duyvené
Pierre Esaie Duyvené (Amsterdam, 9 februari 1760 - aldaar begraven, 21 januari 1801) was een Nederlandse architect van Waals-Hervormde huize. Hij was de oudste zoon van de Amsterdame meestertimmerman Jean Esaie Duyvené (1736-1787) en Maria Oursière (1737-1795). Zelf trouwde hij tweemaal met een wees, in 1785 met Anna Maria Inkens (1768/1769-1794) uit Purmerend, in 1794 met Anna Kok uit Epe. Hun zoon Jean Esaye Duyvené (1796-1860) zou later ingenieur worden.

## Biografie

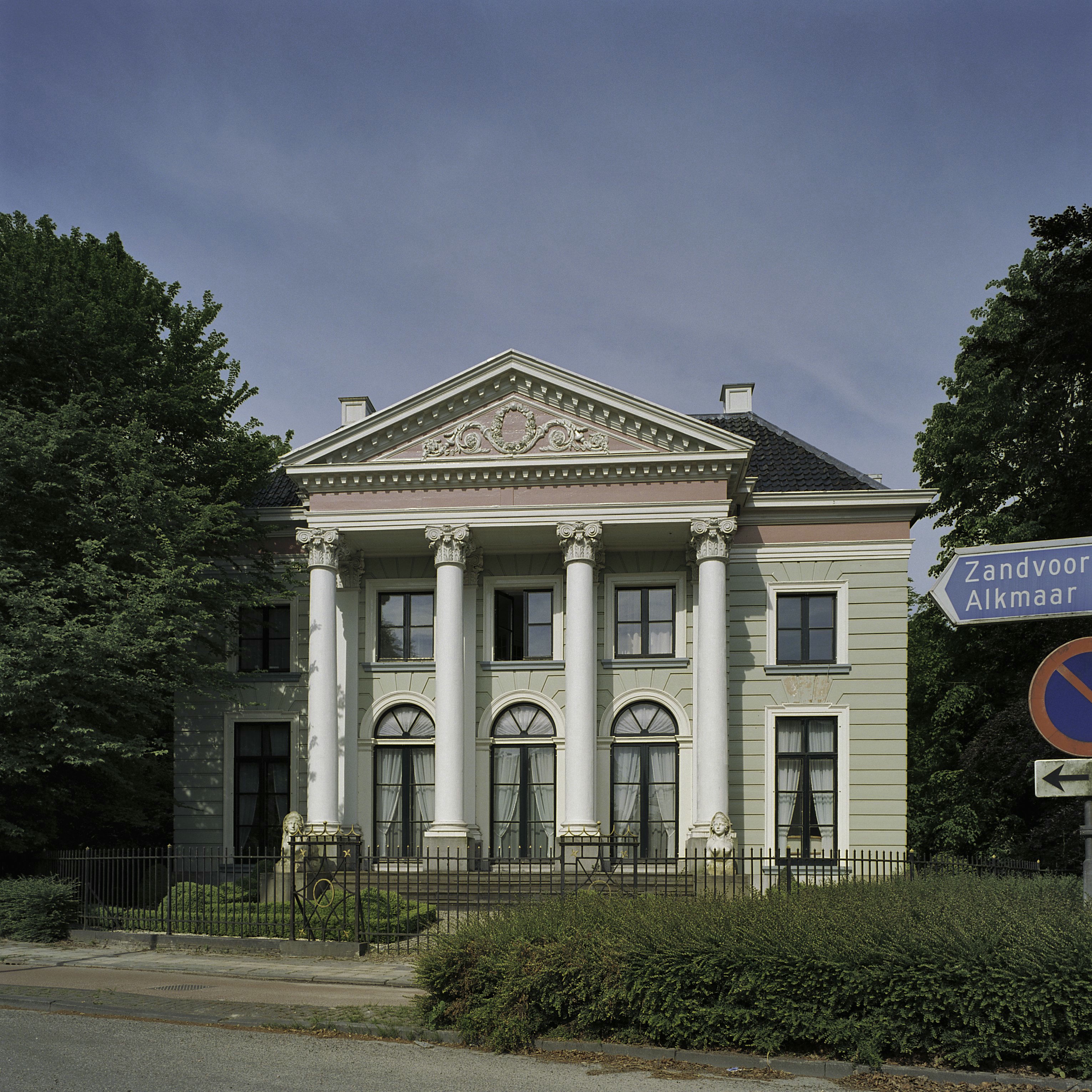
Villa Eindenhout in Haarlem

Na zijn eerste huwelijk vestigde Duyvené zich net als zijn vader als meestertimmerman in Amsterdam. Hij was voornamelijk actief in Amsterdam en Haarlem voor een clièntele die tot het politieke kamp van de Patriotten gerekend moet worden, net als Duyvené zelf. Na de Bataafse Revolutie werd Duyvené in Amsterdam lid van het Comité voor Algemene Waakzaamheid en de commissie voor volksfeesten. Uit hoofde van die laatste functie was hij samen met de Amsterdamse stadsbouwmeester Abraham van der Hart en de kunstschilder Jurriaen Andriessen verantwoordelijk voor de decoraties ter gelegenheid van het Alliantiefeest op 19 juni 1795 ter ere van de revolutionaire Franse bondgenoot op de Westermarkt, de Noordermarkt, de Botermarkt, de Hogesluis en het tot Burgerplein herdoopte Koningsplein.
In 1781 vertaalde hij het op het eind van de 18de eeuw opnieuw populaire architectuurtractaat van de Franse schilder Sébastien le Clerc (1676-1763) uit 1714, waarbij Duyvené de afbeeldingen eigenhandig kopieerde. Het werk werd opgedragen aan de Amsterdamse burgemeester Joachim Rendorp.
Het eerste bekende ontwerp van Duyvené zelf betreft zijn inzending (onder het motto: 'Pour satisfaire') voor de door Jacob Otten Husly gewonnen prijsvraag voor de bouw van het nieuwe patriotse genootschapshuis Felix Meritis aan de Amsterdamse Keizersgracht in 1787, dat met een derde prijs werd bekroond. In 1790 werd hij in de arm genomen voor de voltooiing en inrichting van het pand van het patriotse genootschap Doctrina et Amicitia in de Kalverstraat.
Zijn belangrijkste gerealiseerde werk bestaat uit twee villa's in Haarlem in neoclassicistische stijl voor twee vermogende patriotten uit Amsterdam, beiden lid van Doctrina et Amicitia. Voor de Doopsgezinde bankier Jan Ananias Willink (1751-1827) bouwde hij aan het Spaarne de villa Buitenrust (1789); voor de leerkoopman Georg Gerard Lans (1765-1819) de villa Eindenhout (1793) aan de Wagenweg nabij de Haarlemmerhout. Dit buitenhuis, vanwege de twee ervoor geplaatste sfinxen ook bekend als het 'Huis met de Beelden', was het eerste in Nederland met een grote tempelportiek van vier vrijstaande (Ionische) zuilen.

## Galerij

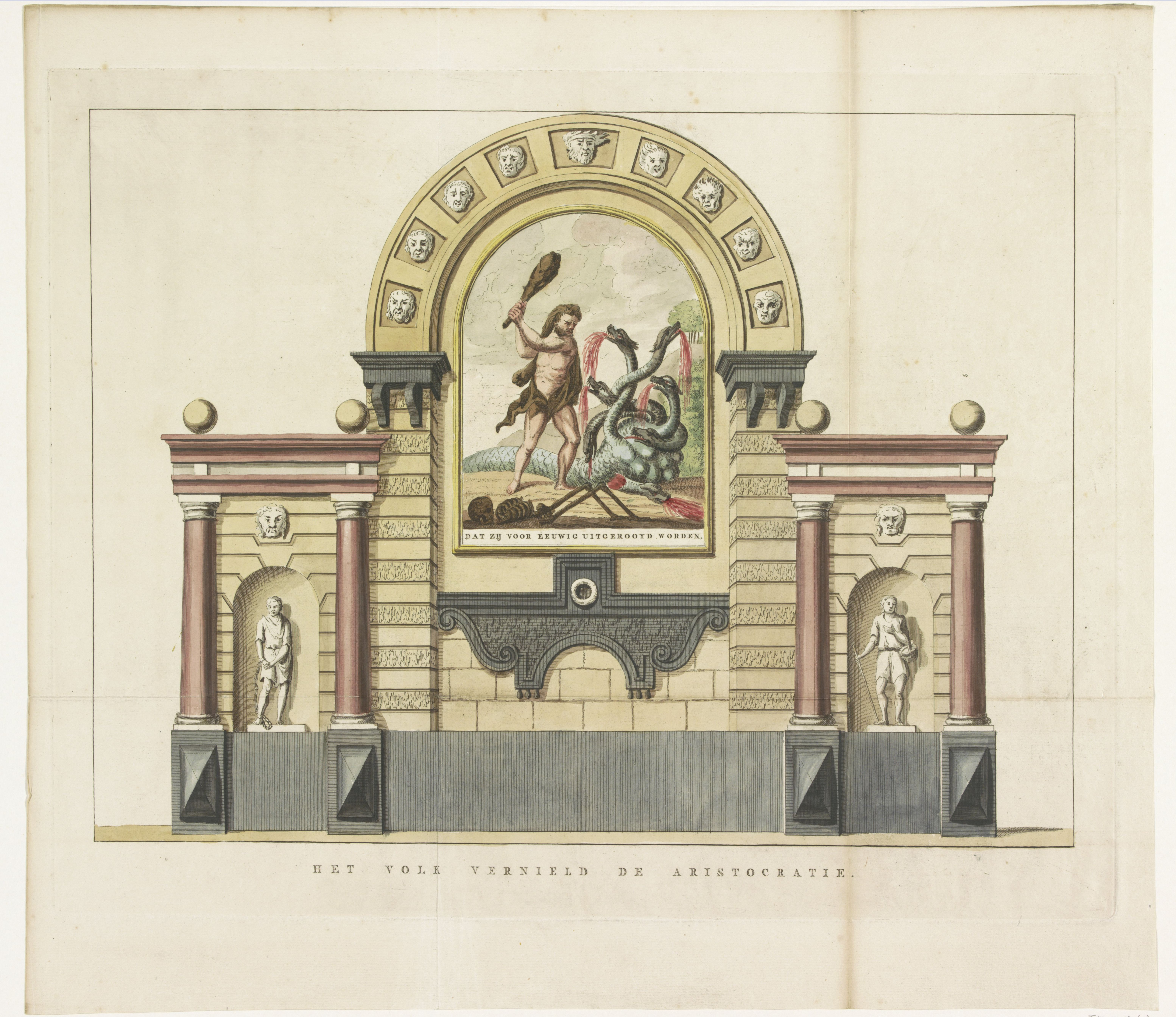
Decoratie 'Het volk vernielt de aristocratie' voor het Alliantiefeest op de Westermarkt in 1795
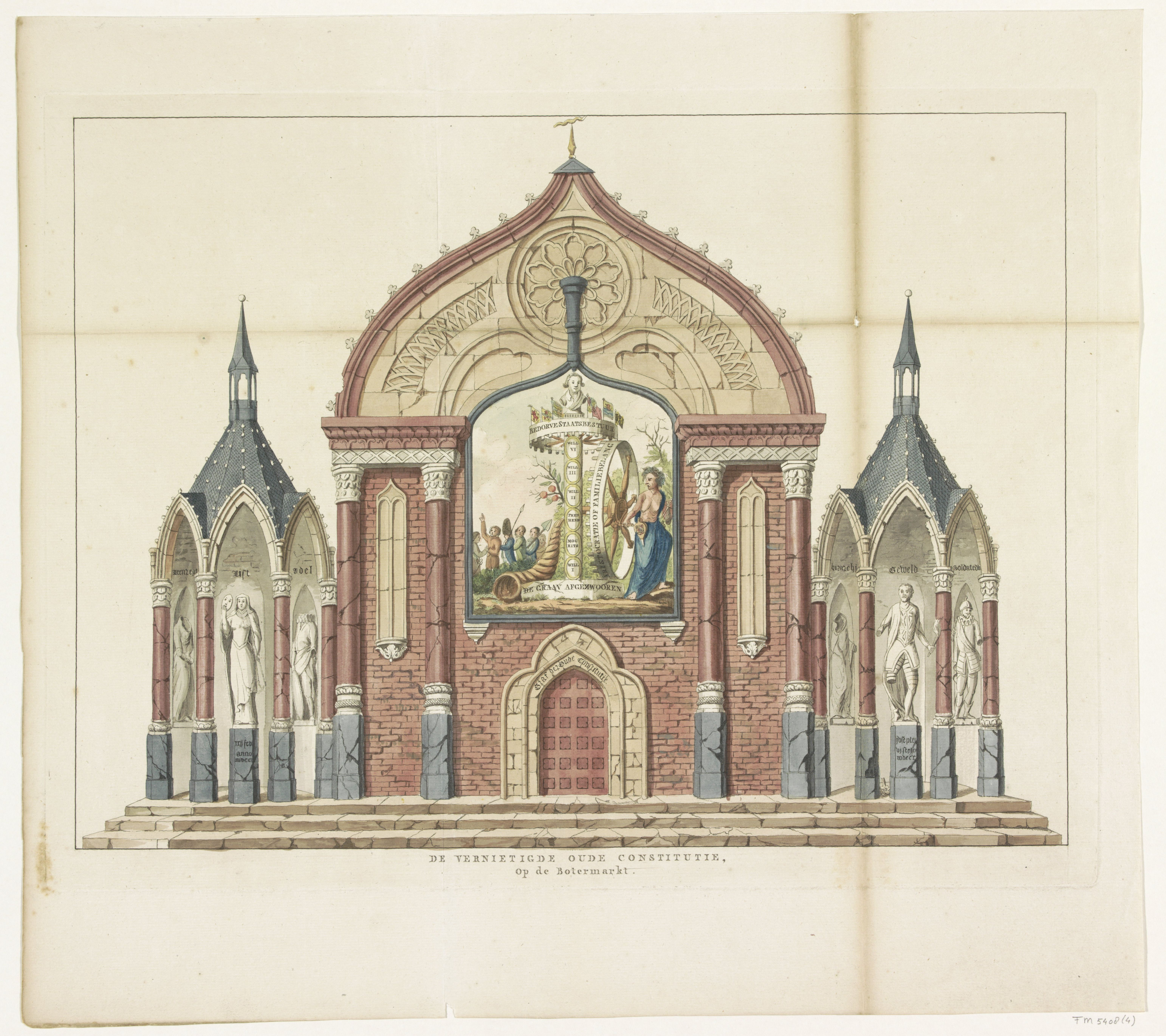
Decoratie 'De vernietigde oude constitutie' voor het Alliantiefeest op de Botermarkt in 1795
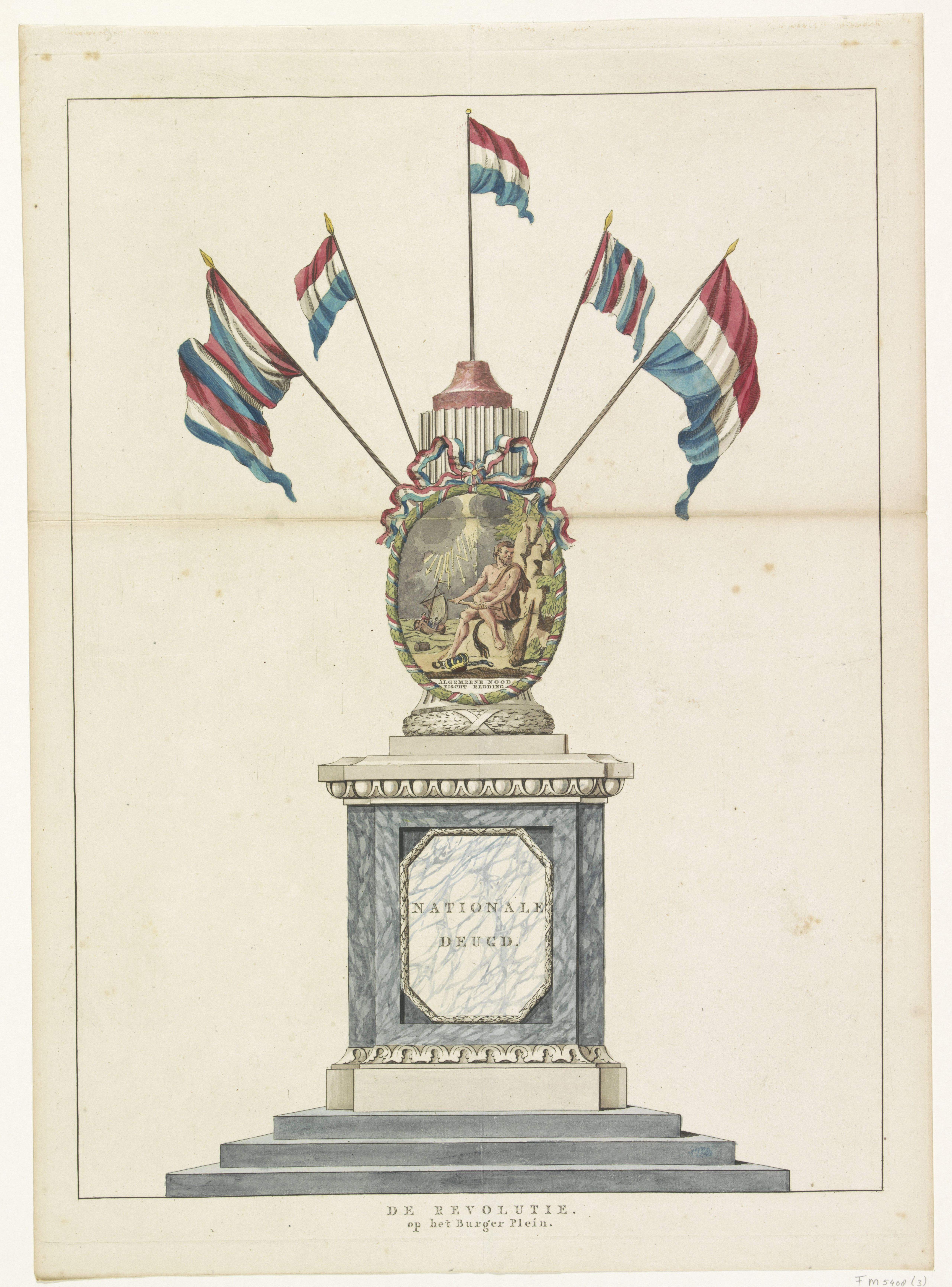
Decoratie 'De revolutie' voor het Alliantiefeest op het Koningsplein in 1795
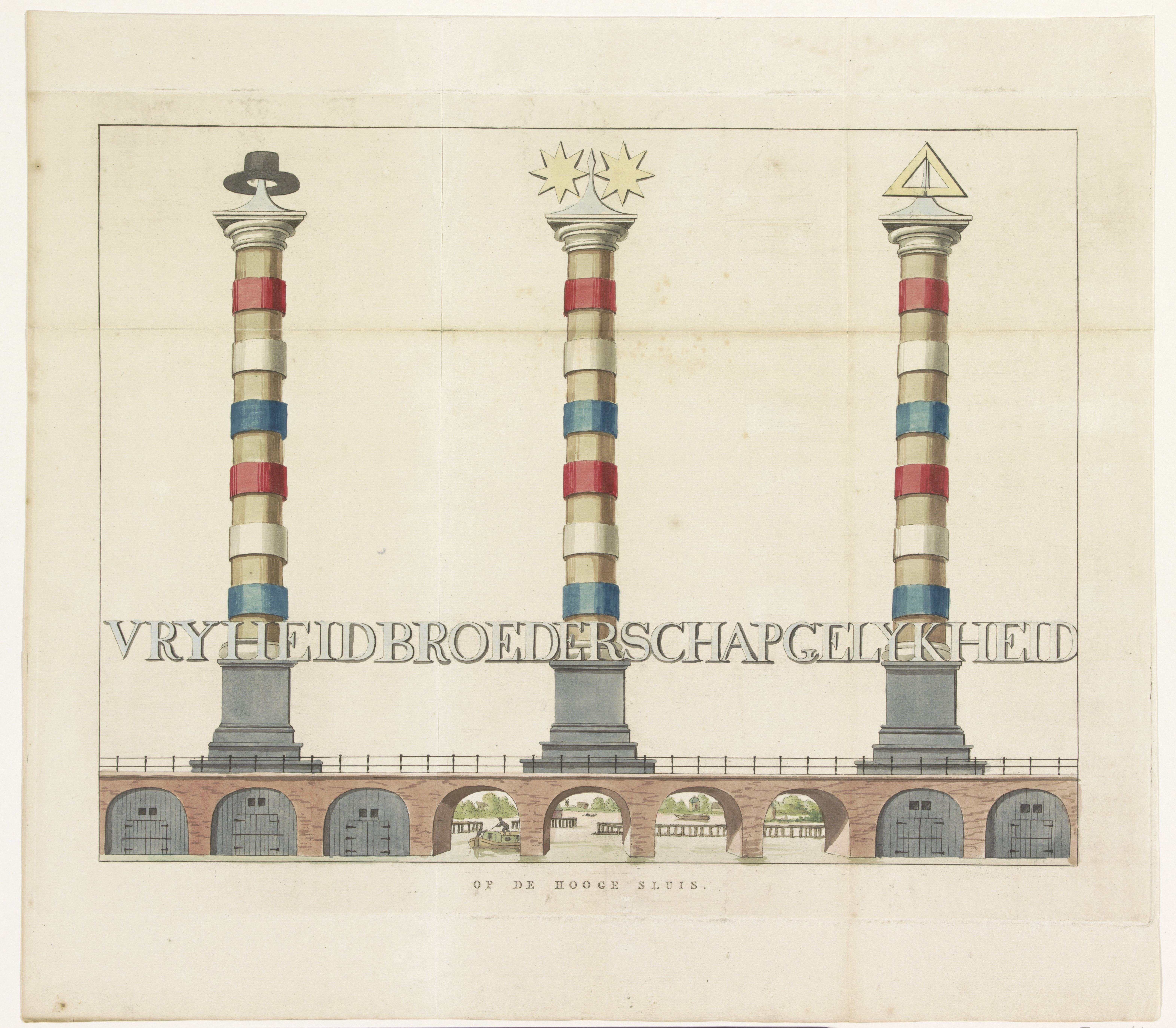
Decoratie 'Vrijheid, broederschap en gelijkheid' voor het Alliantiefeest op de Hogesluis in 1795
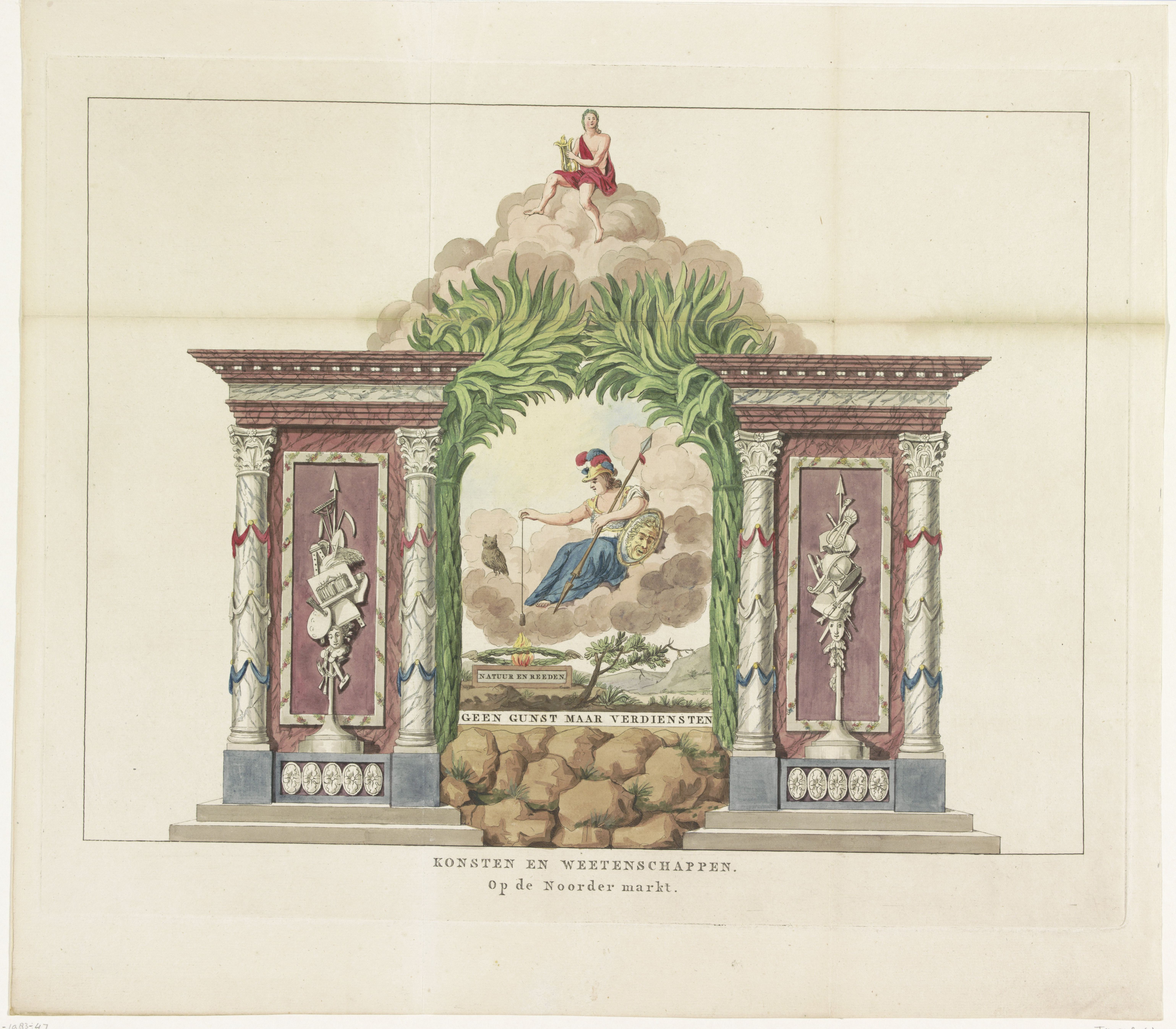
Decoratie 'Kunsten en wetenschappen' voor het Alliantiefeest op de Noordermarkt in 1795